# Пупырник японский
То́рилис япо́нский, или пупы́рник японский, или цепкопло́дник японский (лат. Tórilis japónica) — евразиатское и североафриканское растение рода Пупырник семейства Зонтичные.

## Ботаническое описание[3][4]
Однолетнее или двулетнее травянистое растение высотой от 40 до 100(125) см. 
Корень веретеновидный, обычно простой. 
Стебель от основания ветвистый, тонкоребристый, шершавый от коротких прижатых, направленных вниз волосков.
Листья в очертании продолговато-яйцевидные, дважды или трижды перисто-рассеченные, покрытые направленными вверх щетинистыми волосками. Доли последнего порядка яйцевидно-продолговатые, наверху зубчатые.
Зонтики с 5-12 покрытыми прижатыми щетинками лучами, 2-4 см в поперечнике, на длинных цветоносах. Обертка из 5(4-12) линейно шиловидных прижато-щетинистых листочков. Листочки оберточки многочисленные, шиловидные, щетинисто-волосистые, почти равные зонтичкам.
Цветки частью обоеполые, частью тычиночные. Лепестки белые или розовато-фиолетовые, снаружи зеленоватые, широко обратнояйцевидные с узкой глубокой выемкой и загнутой внутрь верхушкой.
Плоды яйцевидные, 2-4 мм длиной. Шипики на вторичных ребрах равны по длине поперечнику полуплодика, шероховатые от острых отстоящих зубчиков, заметных только под сильной лупой. Столбики в 2-3 раза длиннее подстолбия, гладкие и голые, во время цветения прямые, позднее отогнутые.
Число хромосом 2n=16.

## Распространение и экология
Произрастает в рощах, кустарниках, сосновых борах, разреженных еловых лесах, осинниках, дубовых рощах, на лесных вырубках, около скал, у дорог. 
Ареал охватывает Европейскую часть России, практически всю территорию Европы, за исключением регионов крайнего севера и Средиземноморья. Также встречается в северной Африке (Марокко), умеренном поясе Азии (Китай, Япония, Корея, Иран, Турция, Афганистан, Израиль) и тропической Азии (Непал, Пакистан)

## Классификация

### Таксономия[5]
Torilis japonica DC., 1830, Prodr. 4: 219
Вид Цепкоплодник японский  относится к роду Цепкоплодник семейства Зонтичные (Apiaceae) порядка Зонтикоцветные  (Apiales). Кладограмма в соответствии с Системой APG IV:
|  |                                      |  |                                   |                                   |                     |  | ещё 6 семейств | ещё 6 семейств |                       |  |  |  | еще 12 подтвержденных и 7 в статусе "непроверенных" видов и инфравидовых таксонов |
|  |                                      |  |                                   |                                   |                     |  | ещё 6 семейств | ещё 6 семейств |                       |  |  |  | еще 12 подтвержденных и 7 в статусе "непроверенных" видов и инфравидовых таксонов |
|  |                                      |  |                                   | порядок Зонтикоцветные            |                     |  |                |                | род Цепкоплодник      |  |  |  |                                                                                   |
|  |                                      |  |                                   | порядок Зонтикоцветные            |                     |  |                |                | род Цепкоплодник      |  |  |  |                                                                                   |
|  | отдел Цветковые, или Покрытосеменные |  |                                   |                                   | семейство Зонтичные |  |                |                | Цепкоплодник японский |  |  |  |                                                                                   |
|  | отдел Цветковые, или Покрытосеменные |  |                                   |                                   | семейство Зонтичные |  |                |                |                       |  |  |  |                                                                                   |
|  |                                      |  | ещё 63 порядка цветковых растений | ещё 63 порядка цветковых растений |                     |  |                | ещё 447 родов  | ещё 447 родов         |  |  |  |                                                                                   |
|  |                                      |  |                                   | ещё 63 порядка цветковых растений |                     |  |                |                | ещё 447 родов         |  |  |  |                                                                                   |

### Синонимы
- Anthriscus vulgaris  Bernh.
- Caucalis anthriscus  Huds.
- Caucalis aspera  Lam.
- Caucalis coniifolia  Wall. ex DC.
- Caucalis elata  D.Don
- Caucalis japonica  Houtt. basionym
- Caucalis praetermissa  (Hance) Franch.
- Caucalis scandicina  Roth
- Chaerophyllum hispidum  Thunb. ex Miq.
- Daucus anthriscus  Baill.
- Selinum anthriscus  E.H.L.Krause
- Selinum torilis  E.H.L.Krause
- Tordylium anthriscus  L.
- Tordylium verecundum  Salisb.
- Torilis anthrisca  St.-Lag.
- Torilis anthriscus var. japonica  (Houtt.) H.Boissieu
- Torilis convexa  Dulac
- Torilis elata  Spreng.
- Torilis persica  Boiss. & Buhse
- Torilis praetermissa  Hance
- Torilis rubella  Moench
- Torilis stricta  Wibel